# Sistema de gestión de la seguridad operacional

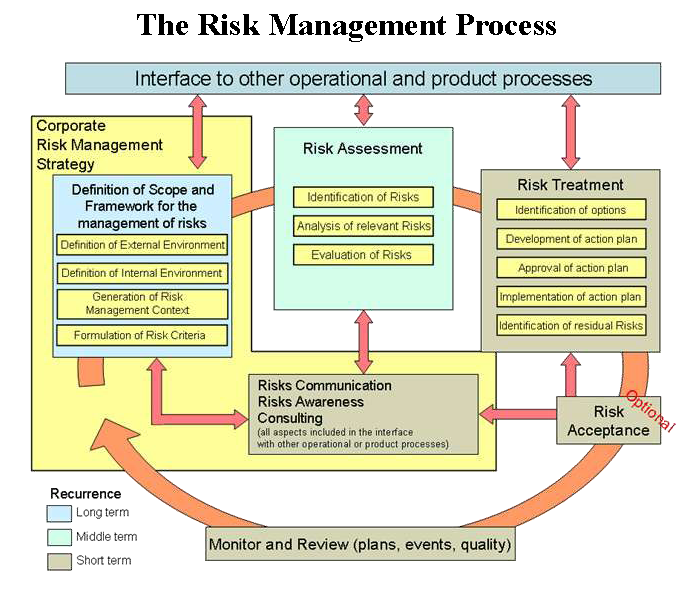
El Proceso de Gestión de Riesgos para Sistemas Informáticos según ENISA, siguiendo la norma ISO 27005

Un Sistema de Gestión de la Seguridad Operacional  o SGSO (en inglés: Safety Management System o SMS) es una aproximación sistemática para la gestión de la seguridad operacional en diferentes sectores e industrias, incluyendo la organización, las líneas de responsabilidad, las políticas y los procedimientos necesarios así como un plan de implementación. 
Un Sistema de Gestión de la Seguridad Operacional se aplica en varios sectores donde la seguridad es crítica debido al riesgo inherente de sus operaciones y la necesidad de proteger tanto a las personas como a los bienes y el medio ambiente. Los grandes sectores donde se implementa un SGS incluyen: 
1. Sector Ferroviario: Garantiza la seguridad en operaciones ferroviarias, gestionando riesgos asociados a la infraestructura, el material rodante y la operación de trenes en red nacional e internacional. Entre las entidades reguladoras está la Agencia Ferroviaria de la Unión Europea (ERA), que establece directrices y realiza auditorías para verificar su cumplimiento, promoviendo la armonización de la seguridad en los sistemas ferroviarios de los Estados miembros de la Unión Europea.
2. Aviación Civil: Este sector utiliza el SGS para reducir riesgos en operaciones de vuelo, incluyendo la gestión de tráfico aéreo, aeropuertos y mantenimiento de aeronaves, bajo la regulación de organismos como la Organización de Aviación Civil Internacional (OACI).
3. Industria del Petróleo y Gas: En actividades de exploración, producción, refinado y transporte de hidrocarburos, el SGS es fundamental para evitar accidentes graves que podrían causar daños ambientales, pérdidas humanas y económicas.
4. Sector Nuclear: La seguridad operacional es crítica para evitar accidentes nucleares y proteger a la población y el entorno de radiaciones, aplicando el SGS en plantas de energía nuclear y otras instalaciones donde se maneja material radiactivo. En este sector, es destacable la labor coordinadora de la Organismo Internacional de Energía Atómica (IAEA)
5. Transporte Marítimo: En este sector, el SGS se implementa para gestionar la seguridad de la navegación y las operaciones en alta mar, incluyendo prevención de accidentes y manejo de carga peligrosa, regulado por organismos como la Organización Marítima Internacional (OMI).
6. Industria Minera: La gestión de riesgos operacionales es esencial para proteger a los trabajadores y prevenir accidentes en minas y sitios de extracción, donde se manipulan grandes cantidades de materiales y se opera maquinaria pesada. Aunque menos conocido que anteriores entidades mencionadas, aquí destacada el Consejo Internacional de Minería y Metales (ICMM) que promueve prácticas de seguridad que se alinean con los principios de un SGSO.

## Historia
La Organización Internacional del Trabajo definió en 2011 un estándar internacional en torno a los componentes básicos que debe incluir un SMS, a través del documento  "ILO-OSH 2001 Guidelines on Occupational Safety and Health Management Systems".
Aunque los SGSO se han venido utilizando en diferentes ámbitos, es en el campo de la Aviación Comercial donde han alcanzado su máximo desarrollo en primer lugar. De hecho, en febrero de 2013, la OACI (Organización de Aviación Civil Internacional) ha publicado el Nuevo Anexo 19 a la Convención de Chicago (el primero en más de 30 años) cuya entrada en vigor fue el 14 de noviembre de 2013, consolidando provisiones que deben cumplir los Estados miembros y los proveedores del sector aeronáutico en torno a la Seguridad Operacional.
De acuerdo con las SARPS de OACI, se requiere a los siguientes proveedores de servicios y productos aeronáuticos el establecimiento de un sistema de gestión de la seguridad operacional: 
- Escuelas de formación en vuelo (Anexo 1 Licencias al Personal)
- Operadores de transporte aéreo por avión o helicóptero (Anexo 6 Operación de Aeronaves, Parte I - Transporte aéreo comercial internacional - Aviones y Parte III - Operaciones Internacionales - Helicópteros)
- Organizaciones dedicadas al diseño y fabricación de aeronaves (Anexo 8 Certificación de Aeronaves)
- Proveedores civiles de servicios de tránsito aéreo (Anexo 11 Servicios de Tránsito Aéreo)
- Gestores de aeródromos civiles de uso público (Anexo 14 Aeródromos)
- Talleres aeronáuticos (Mantenimiento)

Por otro lado, la Comisión Europea, a través de los Reglamentos de Cielo Único, ya ha regulado el SMS de los proveedores de servicios de navegación aérea y EASA (la Agencia Europea para la Seguridad Aérea) elabora la normativa sobre SMS para el resto de los proveedores de servicios.